# Java User Group
Java User Group (JUG) – społeczność użytkowników języka programowania Java. Większość JUG-ów bierze nazwy od geograficznych regionów w których działają, tak jak Warszawa Java User Group, Java User Group Łódź i PhillyJUG (Filadelfia, USA).
Zazwyczaj członkowie JUG wspierają się nawzajem w propagowaniu i uczeniu się języka Java poprzez:
- regularne spotkania (np. co miesiąc)
- listy mailingowe, grupy dyskusyjne
- wspólne strony internetowe, blogi lub wiki
- wspólne przygotowywanie się do zdawania certyfikatów Java

Jak inne grupy użytkowników, większość JUG-ów zapewnia darmowe sale do prowadzenia wykładów (np. uczelniane sale wykładowe). Większość JUG-ów ściśle współpracuje z uczelniami wyższymi, niektóre JUG-i współpracują z prywatnymi firmami – sponsorami JUG-ów, które zapewniają sale i materiały szkoleniowe.
Wydawcy tacy jak O’Reilly i Apress często wysyłają darmowe książki dla członków JUG-ów w zamian za recenzje książek.